# Liste der denkmalgeschützten Objekte in Kapfenberg
Die Liste der denkmalgeschützten Objekte in Kapfenberg enthält die 45 denkmalgeschützten, unbeweglichen Objekte der österreichischen Gemeinde Kapfenberg im steirischen Bezirk Bruck-Mürzzuschlag.

## Denkmäler
| Foto  |                 | Denkmal | Standort                                                | Beschreibung | Metadaten |
| ----- | --------------- | --- | ------------------------------------------------------- | --- | --- |
| ja    | Datei hochladen | Kindergarten Schirmitzbühel HERIS-ID: 99963 Objekt-ID: 116140                                                          | Carl-Morre-Straße 26 Standort KG: Deuchendorf           | Der Kindergarten stammt von Ferdinand Schuster aus den Jahren 1964–1967. Er ist in vier Gruppenräume eingeteilt, die von einer zentralen Halle erschlossen werden. Er ist dem ungefähr gleichzeitig entstandenen Kindergarten Leoben-Stadt vom selben Architekten in der Grundkonzeption ähnlich. | BDA-Hist.: Q37775057 Status: § 2a Stand der BDA-Liste: 2025-06-30 Name: Kindergarten Schirmitzbühel GstNr.: 149/20 Kindergarten Kapfenberg-Schirmitzbühel                                     |
| ja    | Datei hochladen | Theodor-Körner Volks- und Hauptschule HERIS-ID: 99964 Objekt-ID: 116141                                                | Lannergasse 1 Standort KG: Deuchendorf                  | Der Schulkomplex wurde 1954–1960 von Ferdinand Schuster erbaut. Baulich wird zwischen der Hauptschule (ein dreigeschoßiger Baublock) und der Volksschule (ein Flachbau) differenziert. Durch den rasterförmigen Grundriss sind intime Innenhöfe entstanden. | BDA-Hist.: Q37775068 Status: § 2a Stand der BDA-Liste: 2025-06-30 Name: Theodor-Körner Volks- und Hauptschule GstNr.: 150 Theodor-Körner-Schule Kapfenberg-Schirmitzbühel                     |
| ja    | Datei hochladen | Kath. Pfarrkirche Maria Königin, Schirmitzbühel HERIS-ID: 99966 Objekt-ID: 116143                                      | bei Richard-Wagner-Gasse 39 Standort KG: Deuchendorf    | Die Kirche Maria Königin mit ihrem freistehenden Glockenturm wurde 1956–1957 nach Plänen von Ferdinand Schuster erbaut, das Fassadenrelief Ecclesia stammt von Wander Bertoni, die Glasgemälde von Mario Decleva, das stählerne Altarkreuz von Rudolf Hoflehner, die Keramikreliefs an der Empore von Edith Felice. | BDA-Hist.: Q2082725 Status: § 2a Stand der BDA-Liste: 2025-06-30 Name: Kath. Pfarrkirche Maria Königin, Schirmitzbühel GstNr.: .397, .398 Pfarrkirche Kapfenberg-Schirmitzbühel               |
| ja    | Datei hochladen | Volksschule und Kindergarten Diemlach HERIS-ID: 99975 Objekt-ID: 116152                                                | Gustav-Kramer-Straße 27 Standort KG: Diemlach           | Der Schulkomplex stellt die erste Flachbauschule Österreichs dar und wurde 1953 von Ferdinand Schuster entworfen. Die Schule hat einen hakenförmigen Grundriss mit einem wegstehenden Turnsaaltrakt. | BDA-Hist.: Q37775084 Status: § 2a Stand der BDA-Liste: 2025-06-30 Name: Volksschule und Kindergarten Diemlach GstNr.: .124                                                                    |
| ja    | Datei hochladen | Volksschule HERIS-ID: 100004 Objekt-ID: 116183                                                                         | Hafendorf 1 Standort KG: Hafendorf                      | Erbaut wurde die Volksschule 1925. | BDA-Hist.: Q37775153 Status: § 2a Stand der BDA-Liste: 2025-06-30 Name: Volksschule GstNr.: .42/1                                                                                             |
| ja    | Datei hochladen | Pavillon des Bezirksaltenheims HERIS-ID: 100005 Objekt-ID: 116184                                                      | Johann-Böhm-Straße 27 Standort KG: Hafendorf            | Das Bezirksaltenheim wurde 1966–1971 von Kurt Weber-Mzell erbaut. | BDA-Hist.: Q37775163 Status: § 2a Stand der BDA-Liste: 2025-06-30 Name: Pavillon des Bezirksaltenheims GstNr.: 139/6                                                                          |
| ja    | Datei hochladen | Kath. Pfarrkirche zur Hl. Familie in Walfersam HERIS-ID: 100002 Objekt-ID: 116181                                      | Johann Nestroy Straße 1 Standort KG: Hafendorf          | Die Kirche mit ihrem freistehenden Glockenturm wurde 1960–1962 nach Plänen von Ferdinand Schuster erbaut, die Glasfenster stammen von Mario Decleva. | BDA-Hist.: Q2082723 Status: § 2a Stand der BDA-Liste: 2025-06-30 Name: Kath. Pfarrkirche zur Hl. Familie in Walfersam GstNr.: .728, .731 Pfarrkirche hl. Familie und Pfarrzentrum, Kapfenberg |
| ja    | Datei hochladen | Pfarrzentrum mit Nebengebäuden HERIS-ID: 100003 Objekt-ID: 116182                                                      | Johann-Nestroy-Straße 1, 1a Standort KG: Hafendorf      | Das Pfarrzentrum wurde 1959 von Ferdinand Schuster erbaut. | BDA-Hist.: Q37775143 Status: § 2a Stand der BDA-Liste: 2025-06-30 Name: Pfarrzentrum mit Nebengebäuden GstNr.: .729, .730, .732, 149/3 Pfarrkirche hl. Familie und Pfarrzentrum, Kapfenberg   |
| ja    | Datei hochladen | Engelskapelle und ehem. Turmburg in Hafendorf HERIS-ID: 99994 Objekt-ID: 116171                                        | Krottendorfer Straße Standort KG: Hafendorf             | Die Engelskapelle wurde 1960 durch Ferdinand Schuster erbaut, die Bleikristallfenster stammen von Mario Decleva. | BDA-Hist.: Q37775117 Status: § 2a Stand der BDA-Liste: 2025-06-30 Name: Engelskapelle und ehem. Turmburg in Hafendorf GstNr.: 98/8, 103/3                                                     |
| ja    | Datei hochladen | Volksschule (Dr. Franz Jonas Volksschule), Haus der Begegnung, Sporthalle Walfersam HERIS-ID: 100008 Objekt-ID: 116211 | Mira-Lobe-Weg 6 Standort KG: Hafendorf                  | Der Schulkomplex Walfersam wurde 1967–1972 von der Werkgruppe Graz erbaut. Er besteht aus zwei Türmen mit kleeblattartigem Grundriss und einem Verbindungstrakt. Südlich davon befindet sich die große Sporthalle, an die ein zusätzlicher Trakt der Volksschule angebaut ist. | BDA-Hist.: Q37775204 Status: § 2a Stand der BDA-Liste: 2025-06-30 Name: Volksschule (Dr. Franz Jonas Volksschule), Haus der Begegnung, Sporthalle Walfersam GstNr.: 140/2                     |
| ja BW | Datei hochladen | Land- und Forstwirtschaftliche Fachschule HERIS-ID: 100006 Objekt-ID: 116185                                           | Töllergraben 7 Standort KG: Hafendorf                   | Die Schule besteht aus einer ehemaligen Villa im englischen Landhausstil aus dem Jahr 1909 und einen Erweiterungsbau aus dem Jahr 1977. | BDA-Hist.: Q37775174 Status: § 2a Stand der BDA-Liste: 2025-06-30 Name: Land- und Forstwirtschaftliche Fachschule GstNr.: 431/2                                                               |
| ja    | Datei hochladen | Schloss Wieden HERIS-ID: 37243 Objekt-ID: 36328                                                                        | Wiener Straße 71 Standort KG: Hafendorf                 | Der zweigeschoßige Vierflügelbau stammt im Kern aus dem 17. Jahrhundert, wurde im 18. Jahrhundert vergrößert und im 19. und 20. Jahrhundert verändert. Die Hofarkaden zeigen Sgraffitodekorationen, die 1976 bei der Restaurierung des Gebäudes wiederhergestellt wurden. Die beiden Steinstatuen hl. Anna und Johannes Nepomuk, bezeichnet mit Veit Königer und aus der Zeit um 1775, die ursprünglich in zwei Kapellen neben dem Schloss standen, wurden nach Schloss Gutenberg übertragen. | BDA-Hist.: Q37974591 Status: Bescheid Stand der BDA-Liste: 2025-06-30 Name: Schloss Wieden GstNr.: .31/1, .31/2 Schloss Wieden, Kapfenberg                                                    |
| ja    | Datei hochladen | Kapelle, Töllmaier-Kreuz HERIS-ID: 107394 Objekt-ID: 124713                                                            | Standort KG: Hafendorf                                  | | BDA-Hist.: Q37809932 Status: § 2a Stand der BDA-Liste: 2025-06-30 Name: Kapelle, Töllmaier-Kreuz GstNr.: 371/1 Töllermoar-Kreuz                                                               |
|       | Datei hochladen | Kalkofen Töllergraben HERIS-ID: 105762 Objekt-ID: 122794                                                               | KG: Hafendorf GstNr.: 368                               | | BDA-Hist.: Q37806211 Status: § 2a Stand der BDA-Liste: 2025-06-30 Name: Kalkofen Töllergraben                                                                                                 |
| ja    | Datei hochladen | Wohnhaus, Haus der Begegnung HERIS-ID: 100070 Objekt-ID: 116276                                                        | 12.-Februar-Straße 6 Standort KG: Kapfenberg            | | BDA-Hist.: Q37775376 Status: § 2a Stand der BDA-Liste: 2025-06-30 Name: Wohnhaus, Haus der Begegnung GstNr.: .50/1                                                                            |
| ja    | Datei hochladen | Wohnhaus HERIS-ID: 100016 Objekt-ID: 116219                                                                            | Brauhausgasse 8 Standort KG: Kapfenberg                 | Das Beamtenwohnhaus der Böhlerwerke wurde 1937 von Walter Schwarz gebaut. | BDA-Hist.: Q37775214 Status: § 2a Stand der BDA-Liste: 2025-06-30 Name: Wohnhaus GstNr.: .425                                                                                                 |
| ja    | Datei hochladen | Pestsäule HERIS-ID: 100039 Objekt-ID: 116245                                                                           | Friedrich-Böhler-Straße Standort KG: Kapfenberg         | Das Original der Figurengruppe wurde 1738 vom Grazer Barockbildhauer Johann Matthias Leitner und dem Steinmetzmeister Andreas Zeller aus Aflenzer Kalksandstein geschaffen und war ursprünglich am Hauptplatz aufgestellt. Die Statuen stellen 4 Schutzpatrone und – auf der Säule – die Muttergottes mit Jesuskind dar. Linke Seite: hl. Florian, hl. Sebastian, Rechte Seite: hl. Rochus, hl. Johannes Nepomuk. 1947 wurde sie dort aus verkehrstechnischen Gründen abgetragen und zerstört, einige stark beschädigte Teile blieben zwar erhalten, sind aber heute verschollen. Zwischen 1968 und 1972 wurde eine originalgetreue Kopie angefertigt und vor der St.-Oswald-Kirche aufgestellt. | BDA-Hist.: Q37775252 Status: § 2a Stand der BDA-Liste: 2025-06-30 Name: Pestsäule GstNr.: 321 Mariensäule Kapfenberg                                                                          |
| ja    | Datei hochladen | Kath. Pfarrkirche hl. Oswald und Kirchhof HERIS-ID: 51573 Objekt-ID: 57253                                             | Friedrich-Böhler-Straße 5 Standort KG: Kapfenberg       | Der zweijochige Chor der Pfarrkirche, der Westturm mit Spitzhelm und einige ihrer Portale sind vom Stil der Spätgotik geprägt. Das dreischiffige Langhaus wurde hingegen barockisiert und die Kirche von 1752 bis 1755 insgesamt barock erweitert. Die gute Rokokoeinrichtung stammt aus der Zeit nach 1770. Das Gebäude wurde im Jahr 2018 umfassend saniert. | BDA-Hist.: Q38046069 Status: § 2a Stand der BDA-Liste: 2025-06-30 Name: Kath. Pfarrkirche hl. Oswald und Kirchhof GstNr.: .110 Saint Oswald of Northumbria Church (Kapfenberg)                |
| ja    | Datei hochladen | Pfarrhof HERIS-ID: 100040 Objekt-ID: 116246                                                                            | Friedrich-Böhler-Straße 5 Standort KG: Kapfenberg       | Der Pfarrhof war ursprünglich ein Hammerherrenhaus, das laut Inschrift von Arnold Taubenprunner 1446 erbaut wurde. | BDA-Hist.: Q37775263 Status: § 2a Stand der BDA-Liste: 2025-06-30 Name: Pfarrhof GstNr.: .116/2                                                                                               |
| ja    | Datei hochladen | Städtische Musikschule, ehem. Konsumhalle HERIS-ID: 51574 Objekt-ID: 57254                                             | Friedrich-Böhler-Straße 9 Standort KG: Kapfenberg       | | BDA-Hist.: Q38046078 Status: § 2a Stand der BDA-Liste: 2025-06-30 Name: Städtische Musikschule, ehem. Konsumhalle GstNr.: .236 Musikschule Kapfenberg (ehemalige Konsumhalle)                 |
| ja    | Datei hochladen | Werkshotel der VEW HERIS-ID: 37238 Objekt-ID: 36323                                                                    | Friedrich-Böhler-Straße 13 Standort KG: Kapfenberg      | Das Werkshotel der ehemaligen Böhlerwerke stammt aus dem Jahre 1918, die Inneneinrichtung aus der gleichen Zeit. | BDA-Hist.: Q37974557 Status: Bescheid Stand der BDA-Liste: 2025-06-30 Name: Werkshotel der VEW GstNr.: .239 Werkshotel Böhlerstern, Kapfenberg                                                |
| ja    | Datei hochladen | Johanniskreuz HERIS-ID: 100057 Objekt-ID: 116263                                                                       | Grazer Straße Standort KG: Kapfenberg                   | Spätbarocke Kapelle mit Kruzifix gleicher Zeitstellung, 1982 von seinem ehemaligen Standort am Beginn der Umfahrungsstraße (Johannisbühel) in die Grazer Straße verlegt. | BDA-Hist.: Q37775315 Status: § 2a Stand der BDA-Liste: 2025-06-30 Name: Johanniskreuz GstNr.: 267/2                                                                                           |
| ja    | Datei hochladen | Wohnhaus HERIS-ID: 100042 Objekt-ID: 116248                                                                            | Grazer Straße 2 Standort KG: Kapfenberg                 | Seine Grundmauern stammen aus dem Jahr 1240. Das Haus beherbergte bis in das 18. Jahrhundert eine Fleischerei, danach das Gasthaus zum Ochsenwirt. | BDA-Hist.: Q37775274 Status: § 2a Stand der BDA-Liste: 2025-06-30 Name: Wohnhaus GstNr.: .71/2                                                                                                |
| ja    | Datei hochladen | Wohn- und Geschäftshaus, Steinbossenportal und Hoftrakte HERIS-ID: 100043 Objekt-ID: 116249                            | Grazer Straße 3 Standort KG: Kapfenberg                 | Die Grundmauern wurden im Zuge der Markterweiterung im Jahre 1240 errichtet. Bis 1802 Handelskontor danach Lebzelterei. | BDA-Hist.: Q37775284 Status: § 2a Stand der BDA-Liste: 2025-06-30 Name: Wohn- und Geschäftshaus, Steinbossenportal und Hoftrakte GstNr.: .66/2                                                |
| ja    | Datei hochladen | Sog. Schmidthaus HERIS-ID: 37239 Objekt-ID: 36324                                                                      | Grazer Straße 12 Standort KG: Kapfenberg                | Das symmetrisch fassadierte Wohn- und Geschäftshaus mit Ziergiebel und runden Eckerkern wurde 1907 von Victor Forabosco mit reich dekorierter Jugendstilfassade erbaut. Das Relief mit der Darstellung eines Schmiedes bezieht sich auf den Namen des Bauherren. | BDA-Hist.: Q37974568 Status: Bescheid Stand der BDA-Liste: 2025-06-30 Name: Sog. Schmiedthaus GstNr.: .105 Schmidthaus, Kapfenberg                                                            |
| ja    | Datei hochladen | Wohnhaus HERIS-ID: 100051 Objekt-ID: 116257                                                                            | Grazer Straße 20 Standort KG: Kapfenberg                | Gebäude mit Korbbogenportal, das ehemalige Gasthaus Luger, später Mörtel. An der Fassade (rechts) ist eine steinerne Wappenkartusche des steirischen Sängerbundes, KMG Kapfenberg, angebracht. | BDA-Hist.: Q37775304 Status: § 2a Stand der BDA-Liste: 2025-06-30 Name: Wohnhaus GstNr.: 748/1                                                                                                |
| ja    | Datei hochladen | Stadionbad HERIS-ID: 100059 Objekt-ID: 116265                                                                          | Johann-Brandl-Gasse 23 Standort KG: Kapfenberg          | Das Bad stammt von Ferdinand Schuster aus dem Jahr 1952. | BDA-Hist.: Q37775326 Status: § 2a Stand der BDA-Liste: 2025-06-30 Name: Stadionbad GstNr.: 548/1                                                                                              |
| ja    | Datei hochladen | Ehem. Freihaus Stubenberg/Stadtamt HERIS-ID: 51570 Objekt-ID: 57250                                                    | Koloman-Wallisch-Platz 1 Standort KG: Kapfenberg        | Der Grundstein des ehemaligen Meierhofes der Stubenberger wurde um 1130 angelegt. Heute das älteste erhalten gebliebene Gebäude der Altstadt. Der zweigeschoßige Bau ist im Grundriss u-förmig und mit einem Walmdach versehen. Ab 1650 wurde das Haus zum Schloss Unterkapfenberg umgestaltet und nach Bränden mehrmals wieder auf- und umgebaut. Die Innentreppe stammt aus dem 18. Jahrhundert. Die Fassade wurde 1840 im klassizistischen Stil gestaltet. 1808 verkauften die Stubenberger das Gebäude an den Hammerherren Franz Michael Schragl, dieser veräußerte es 1813 an Michael Göschl. 1909 erwarb schließlich die Stadt Kapfenberg das Haus und ließ es nach den Plänen des Architekten Johann Wist zum Verwaltungsgebäude umgestalten. Das Haus galt lange Zeit auch als Freihaus, d. h. jeder Straftäter, der sich unter sein Dach flüchtete, unterstand rechtlich der Gerichtsbarkeit der Stubenberger und nicht der des Marktrichters. | BDA-Hist.: Q38046049 Status: § 2a Stand der BDA-Liste: 2025-06-30 Name: Ehem. Freihaus Stubenberg/Stadtamt GstNr.: .62 Stadtamt Kapfenberg                                                    |
| ja    | Datei hochladen | Wohn- und Geschäftshaus HERIS-ID: 100064 Objekt-ID: 116270                                                             | Koloman-Wallisch-Platz 4 Standort KG: Kapfenberg        | Das zweigeschoßige Gebäude mit Walmdach hat einen fast perfekten quadratischem Grundriss. Im ersten Stock befinden sich Steinkreuzfenster aus der Zeit der Renaissance und mittig ein Doppelfenster mit Rundbogen (sog. Biforium). Ein steinernes Rundbogenportal überspannt den Zugang in die – mit Spitzbogengewölbe und tief eingeschnittenen Stichkappen versehene – Durchgangshalle. Das Gebäude diente ursprünglich als Gasthof („Zum schwarzen Bären“). Aus dieser Zeit stammt ein eingemeißelter Spruch über dem Portal, der die Gäste daran erinnern sollte ihre Zeche zu begleichen. 1872 erwarb die Innerberger Hauptgewerkschaft, zusammen mit dem Kapfenberger Stahlwerk, das Gebäude. 1894 gelangte es in den Besitz der Firma Böhler. Ab 1939 wurde es von der GEMYSAG verwaltet, seit 2005 steht es im Eigentum der Stadtgemeinde. | BDA-Hist.: Q37775356 Status: § 2a Stand der BDA-Liste: 2025-06-30 Name: Wohn- und Geschäftshaus GstNr.: .63/1                                                                                 |
| ja    | Datei hochladen | Altes Rathaus HERIS-ID: 51571 Objekt-ID: 57251                                                                         | Koloman-Wallisch-Platz 6 Standort KG: Kapfenberg        | Im Kern stammt das vierachsige Gebäude noch aus dem Jahr 1240, die Zeitperiode, in der der Markt erweitert wurde. 1602 wurde das Gebäude von Hans Pölchinger, Wirt in Seitz, erworben. In seinem Turm befand sich die Marktuhr, deren Aufziehen und Nachstellen fiel seit dem 16. Jahrhundert in den Aufgabenbereich des märktischen Schulwarts. 1604 veräußerte Pölchinger das Haus um 300 Gulden an den Stadtrat. Die älteste Darstellung zeigt das Haus um 1680, noch versehen mit einem hohen Turm, gekrönt mit einem Zwiebelhelm. 1814 wurde er durch ein Feuer zerstört. Das Gebäude wurde noch bis 1911 als Rathaus verwendet, danach wurde das Erdgeschoß in Geschäftsräume umgewandelt und dafür große Auslagenscheiben eingebaut. Diese wurden 1987 – im Zuge der Generalsanierung – wieder zugemauert und die ursprüngliche Fassadengliederung (stuckierte Rundgiebelfassade in barocker Tradition) wiederhergestellt. | BDA-Hist.: Q38046058 Status: § 2a Stand der BDA-Liste: 2025-06-30 Name: Altes Rathaus GstNr.: 46 Altes Rathaus Kapfenberg                                                                     |
| ja    | Datei hochladen | Steinerhofkapelle, Mariazeller Kapelle HERIS-ID: 100021 Objekt-ID: 116224seit 2016                                     | gegenüber Mariazeller Straße 50 Standort KG: Kapfenberg | Die Mariazeller Kapelle wurde 1750 erbaut und hat eine spätbarocke Giebelfassade. 1901 wurde sie neugestaltet. | BDA-Hist.: Q37775224 Status: Bescheid Stand der BDA-Liste: 2025-06-30 Name: Steinerhofkapelle, Mariazeller Kapelle GstNr.: .598                                                               |
| ja    | Datei hochladen | Evang. Pfarrzentrum, Christuskirche HERIS-ID: 51576 Objekt-ID: 57256                                                   | Martin-Luther-Platz 1 Standort KG: Kapfenberg           | Die Kirche wurde 1958–1961 nach Plänen von Ferdinand Schuster erbaut, die Glasfenster stammen von Mario Decleva, das Kruzifix von Josef Pillhofer. | BDA-Hist.: Q38046090 Status: § 2a Stand der BDA-Liste: 2025-06-30 Name: Evang. Pfarrzentrum, Christuskirche GstNr.: .569                                                                      |
| ja    | Datei hochladen | Hauptschule Schinitz HERIS-ID: 100089 Objekt-ID: 116296                                                                | Schinitzgasse 15 Standort KG: Kapfenberg                | Die Hauptschule wurde 1927/28 von Walter Schwarz erbaut. Oberhalb des Eingangsbereiches bilden vorspringende Raumteile einen Erker. | BDA-Hist.: Q37775385 Status: § 2a Stand der BDA-Liste: 2025-06-30 Name: Hauptschule Schinitz GstNr.: .315                                                                                     |
| ja    | Datei hochladen | Burg Oberkapfenberg HERIS-ID: 37241 Objekt-ID: 36326                                                                   | Schloßberg 1 Standort KG: Kapfenberg                    | Die seit dem 12. Jahrhundert erwähnte Burg mit unregelmäßigem Grundriss hat einen Wohnturm und einen markanten Torturm. 1676 wurde die Lorettokapelle angebaut, 1723 die Donatuskapelle. Seit dem mittleren 18. Jahrhundert nicht mehr bewohnt, verfiel die Burg zur Ruine und wurde 1956–1958 als Hotel-Restaurant wiederaufgebaut. Eine weitere Restauration erfolgte in den 1990er-Jahren. | BDA-Hist.: Q1013372 Status: Bescheid Stand der BDA-Liste: 2025-06-30 Name: Burg Oberkapfenberg GstNr.: 135/5 Burg Oberkapfenberg                                                              |
| ja    | Datei hochladen | Neues Volksheim, Tanzschule HERIS-ID: 100030 Objekt-ID: 116233                                                         | Wiener Straße 60 Standort KG: Kapfenberg                | Das Neue Volksheim wurde 1957/58 von Wolfgang und Traude Windbrechtinger erbaut und Anfang der 1970er-Jahre erweitert. | BDA-Hist.: Q37775244 Status: § 2a Stand der BDA-Liste: 2025-06-30 Name: Neues Volksheim, Tanzschule GstNr.: .543/1, .577                                                                      |
| ja    | Datei hochladen | Peter Rosegger Denkmal HERIS-ID: 100102 Objekt-ID: 116309                                                              | Standort KG: Kapfenberg                                 | Der sogenannte Waldschulmeisterbrunnen, ein Denkmal zu Ehren von Peter Rosegger, wurde von Hans Brandstetter geschaffen und am 21. Juli 1908 eingeweiht. Anlässlich des 100-Jahr-Jubiläums wurde die Bronzeskulptur umfassend restauriert. | BDA-Hist.: Q37775405 Status: § 2a Stand der BDA-Liste: 2025-06-30 Name: Peter Rosegger Denkmal GstNr.: 82/2 Roseggerbrunnen, Kapfenberg                                                       |
| BW    | Datei hochladen | Fundstelle (Mittelalter), Alchemisten-Ofen HERIS-ID: 107379 Objekt-ID: 124698                                          | Standort KG: Kapfenberg                                 | In einem Geheimgang in der Nähe der Loretokapelle wurde im Jahre 2005 der bislang einzige erhaltene Alchemistenofen Europas gefunden. Der Alchemist von Kapfenberg hatte im 16. Jahrhundert versucht, mit diesem Schmelzofen zumindest Silber herzustellen. | BDA-Hist.: Q37809895 Status: § 2a Stand der BDA-Liste: 2025-06-30 Name: Fundstelle (Mittelalter), Alchemisten-Ofen GstNr.: 135/4                                                              |
| ja    | Datei hochladen | Loreto-Kapelle HERIS-ID: 37240 Objekt-ID: 36325                                                                        | Standort KG: Kapfenberg                                 | Die der Gottesmutter geweihte Loreto-Kapelle wurde 1676 von den Brüdern Wolfgang und Georg von Stubenberg in Auftrag gegeben. Eventuell entstand sie an Stelle der ehemaligen Burgkapelle von Altkapfenberg. Die spätbarocke Innenausstattung samt Altar stammt wohl aus der Zeit um 1770. Bis ins späte 18. Jahrhundert wurde sie von einem eigenen Pfarrer, der auf dem Burgberg wohnte, betreut. Wenn er auf der Freikanzel predigte soll seine Stimme angeblich bis zur gegenüberliegenden Gemeinde am Pötschen zu hören gewesen sein. Es handelt sich um einen sehr einfach gehaltenen Rechteckbau mit Satteldach, Sakristei, einen Musikchor und einer Orgel. Der Dachreiter war ursprünglich auch mit einer Glocke versehen, diese wurde im Ersten Weltkrieg aber abgenommen und zwecks Materialgewinnung eingeschmolzen. Da das Gebäude nach Vorbild des „Heiligen Hauses von Loreto“ gestaltet wurde, verfügt es nur über drei kleine Fenster, eines über der Empore der Sakristei (Engelfenster). Der Innenraum wird von einem Ziegelgewölbe überdeckt. Den dahinterliegenden Raum bezeichnet man als Küche Mariens. Auf dem Altar ist eine gekrönte Marienstatue mit Jesuskind aufgestellt die zu den sog. „Schwarzen Madonnen“ zählt. Das Jesuskind trägt in der linken Hand eine Weltkugel, die rechte ist zur Segnung erhoben. Die Scheinmalerei im Innenraum soll – nach Vorbild des italienischen Gnadenortes – den Eindruck der Ziegelbauweise erwecken. Am Fenster der Sakristei sind in Kartuschen die Namen der drei Söhne des Wolf von Stubenberg eingetragen. Im 18. Jahrhundert führte noch eine hölzerne Galerie vom Platz unterhalb der Kirche zur Kapelle empor. Diese war mit Fahnen der Stubenberger geschmückt, die wie „… halb verwitterte Adlerschwingen von den Wänden wallten.“ Auf dem Platz stand auch ein kleines hölzernes Mesnerhaus sowie eine 1723 erbaute, dem Heiligen Donatus geweihte Kapelle. 1975 wurde die Kapelle anlässlich ihres 300-jährigen Bestehens mit Hilfe privater Spendengelder generalsaniert. | BDA-Hist.: Q37974578 Status: Bescheid Stand der BDA-Liste: 2025-06-30 Name: Loretto-Kapelle GstNr.: 135/4 Loretokapelle, Kapfenberg                                                           |
| ja    | Datei hochladen | Bestattungsanlage HERIS-ID: 100123 Objekt-ID: 116330                                                                   | Friedhofweg 10 Standort KG: St. Martin                  | Die Anlage wurde 1971–1974 nach Plänen von Ferdinand Schuster erbaut. Sie besteht aus einer niedrigen Aufbahrungshalle mit einer Terrasse und einer Stiegenanlage, durchgehend in gelben Klinkern gemauert. | BDA-Hist.: Q37775433 Status: § 2a Stand der BDA-Liste: 2025-06-30 Name: Bestattungsanlage GstNr.: .553                                                                                        |
| ja    | Datei hochladen | Nischenkapelle HERIS-ID: 100124 Objekt-ID: 116331                                                                      | bei Friedhofweg 10 Standort KG: St. Martin              | | BDA-Hist.: Q37775442 Status: § 2a Stand der BDA-Liste: 2025-06-30 Name: Nischenkapelle GstNr.: 378                                                                                            |
| ja    | Datei hochladen | Böhler-Stiftungshaus HERIS-ID: 100130seit 2021                                                                         | Mariazeller Straße 37a Standort KG: St. Martin          | | BDA-Hist.: Q107653751 Status: Bescheid Stand der BDA-Liste: 2025-06-30 Name: Böhler-Stiftungshaus GstNr.: .137                                                                                |
| ja    | Datei hochladen | Dr.-Adolf-Schärf Volksschule Redfeld HERIS-ID: 100116 Objekt-ID: 116323                                                | Pestalozzistraße 6 Standort KG: St. Martin              | Die Volksschule stammt von Ferdinand Schuster aus dem Jahr 1965. | BDA-Hist.: Q37775414 Status: § 2a Stand der BDA-Liste: 2025-06-30 Name: Dr.-Adolf-Schärf Volksschule Redfeld GstNr.: 97, 95/1                                                                 |
| ja    | Datei hochladen | Kath. Filialkirche hl. Martin mit Friedhof HERIS-ID: 100138 Objekt-ID: 116350                                          | St.-Martin-Weg 5 Standort KG: St. Martin                | Die Filialkirche ist ein gotischer Bau, der 1918 um den Südturm sowie nördliche Anbauten erweitert wurde. Nach Zerstörungen im Zweiten Weltkrieg wurde sie 1961 restauriert. | BDA-Hist.: Q37775470 Status: § 2a Stand der BDA-Liste: 2025-06-30 Name: Kath. Filialkirche hl. Martin mit Friedhof GstNr.: .1, 22                                                             |
| ja    | Datei hochladen | Mahnmal am Städtischen Friedhof HERIS-ID: 100125 Objekt-ID: 116332                                                     | Standort KG: St. Martin                                 | Das Mahnmal für die Opfer beider Weltkriege stammt aus dem Jahr 1956 von Ferdinand Schuster und Susanne Ebner. Ein Quader als Glockenträger markiert den Eingang, dahinter befinden sich sieben sarkophargartige Steine mit weißen Kreuzen. | BDA-Hist.: Q37775452 Status: § 2a Stand der BDA-Liste: 2025-06-30 Name: Mahnmal am Städtischen Friedhof GstNr.: 32                                                                            |
| ja    | Datei hochladen | Friedhofserweiterung des 19. Jh. HERIS-ID: 100137 Objekt-ID: 116349                                                    | Standort KG: St. Martin                                 | | BDA-Hist.: Q37775461 Status: § 2a Stand der BDA-Liste: 2025-06-30 Name: Friedhofserweiterung des 19. Jh. GstNr.: 30/3                                                                         |

## Ehemalige Denkmäler
| Foto |                 | Denkmal                                                                                                 | Standort                                          | Beschreibung                                                                                              | Metadaten |
| ---- | --------------- | --- | ------------------------------------------------- | --- | --- |
| ja   | Datei hochladen | Ehem. Schule/Mesnerhaus, Jugendzentrum der Pfarre hl. Oswald HERIS-ID: 107413 Objekt-ID: 124734bis 2020 | Friedrich-Böhler-Straße 2 Standort KG: Kapfenberg | | BDA-Hist.: Q37809969 Status: § 2a Stand der BDA-Liste: 2020-02-29 Name: Ehem. Schule/Mesnerhaus, Jugendzentrum der Pfarre hl. Oswald GstNr.: .114                                          |
| ja   | Datei hochladen | Dr. Karl-Renner-Schule, Volksschule Hochschwabsiedlung HERIS-ID: 99988 Objekt-ID: 116165bis 2024        | Otto-Hauberger-Straße 54 Standort KG: Hafendorf   | Die Schule wurde 1952 von Ferdinand Schuster erbaut, ein Vorentwurf von Friedrich Zotter wird angenommen. | BDA-Hist.: Q37775096 Status: § 2a Stand der BDA-Liste: 2024-06-15 Name: Dr. Karl-Renner-Schule, Volksschule Hochschwabsiedlung GstNr.: .829, .830, .831 Dr. Karl-Renner-Schule, Kapfenberg |
| ja   | Datei hochladen | Volksschule und Polytechnikum Kapfenberg HERIS-ID: 100022 Objekt-ID: 116225bis 2021                     | Wiener Straße 23, 25 Standort KG: Kapfenberg      | Erbaut 1884, 1898 erfolgt der Zubau des Turnsaales, Aufstockung 1910.                                     | BDA-Hist.: Q37775234 Status: § 2a Stand der BDA-Liste: 2021-07-01 Name: Volksschule und Polytechnikum Kapfenberg GstNr.: .133/2, .133/1                                                    |